# Conflicte hmong (Insurgència a Laos)
Conflicte hmong és el nom amb què es coneix la violència sorgida entre el govern comunista en el poder a Laos i el Vietnam, d'una part, i de l'ètnia Hmong, refugiada a la jungla i les muntanyes del Laos, concretament a l'antiga zona Xaisomboun, una província o zona especial del Laos amb capital a Ban Mouang Xa. Els pocs periodistes que han aconseguit desplaçar-s'hi, així com ONG de defensa dels drets humans, han pogut desvetllar un situació desastrosa en què es veuria la població Hmong; concretament es parla de via d'exterminació per via d'acció armada laosiana i vietnamita. L'ètnia Hmong s'ha agrupat sota l'anomenat Exèrcit Secret que, en defensa, ha donat suport a les campanyes dels EUA a Laos durant la Guerra Civil de Laos, fet que ha comportat represàlies del govern laosià. El conflicte comença després de la victòria del Pathet Lao i del Vietnam del Nord l'any 1975 sobre les forces monarquistes i els seus aliats estatunidencs, tailandesos i sud-vietnamites.
La insurgència monàrquica de principis dels 1980 va començar a debilitar-se i amb la caiguda del bloc comunista el finançament es va veure afectat, fet que comporta que des del 1975 el conflicte Hmong s'ha tornat entre governs comunistes del poder del Laos i Vietnam contra el poble Hmong.

## Els hmong
Els hmong són un poble de les regions més muntanyoses del Sud-est Asiàtic, especialment presents al Vietnam, Laos i la província de Yunnan, a la Xina. Actualment es calcula que un milió viuen al Vietnam i mig milió a Laos. Com a poble discriminat i sovint perseguit sense una entitat estatal protectora, al llarg de la història han hagut de sobreviure reclosos a la jungla i a les muntanyes.

## El conflicte

### Antecedents
Quan el 1953 va esclatar la guerra civil laosiana, els hmong, encapçalats pel general hmong Vang Pao, van sortir del seu aïllament per combatre els comunistes del Pathet Lao. A l'Operació Hotfoot les Forces Especials de l'Exèrcit dels Estats Units es van encarregar des de 1959, conjuntament amb assessors militars francesos, d'entrenar les milícies Hmong i els Yao, per lluitar contra la guerrilla comunista del Pathet Lao.
En plena Guerra del Vietnam, la CIA se’n va aprofitar i va construir secretament, al bell mig del territori hmong, l'aeroport militar de Long Tieng, conegut en codi com Lima Site 98, que va ser batejat aleshores com “l'indret més secret del món”. Del no res va aparèixer una ciutat de 40.000 habitants regida pel tràfic d'armes i l'heroïna, que va inspirar la pel·lícula Apocalypse now (1979) de Francis Ford Coppola. Des d'aquí es donava cobertura a les tropes nord-americanes que lluitaven al Vietnam i els hmong, que van impedir la invasió de Laos per part del Vietcong. L'any 1975 queien Saigon i Vientiane en mans dels comunistes, i els hmong es van veure abocats a emprendre el camí de l'exili. Es calcula que més del 30% de la població hmong va fugir de Laos. Molts van anar a parar als miserables camps de refugiats de Tailàndia, on alguns encara segueixen malvivint, i gairebé 100.000 van rebre asil en els Estats Units, entre ells Vang Pao. El general i bona part dels hmong van instal·lar-se a Califòrnia i d'altres ho van fer en ciutats com Detroit, on precisament Clint Eastwood va ambientar la pel·lícula Gran Torino (2009), que va donar a conèixer al gran públic la comunitat hmong americana.

### El conflicte actual
El 2011 moria Vang Pao, considerat com un rei pels hmong. Va ser general major a l'Exèrcit Reial del Laos durant la Guerra del Vietnam. Després del conflicte va liderar la comunitat hmong als EUA. La seva mort va suposar un cop duríssim per a la seva comunitat. Va deixar orfes els seus vint-i-cinc fills, seixanta-vuit nets i més de cent mil refugiats, que progressivament van esdevenir nous ciutadans nord-americans. Tanmateix, és a les muntanyes de l'interior de Laos on la immensa majoria dels hmong resten a la mercè dels seus enemics, que els han sotmès a quatre dècades de despietada repressió i persecució en represàlia. Les informacions que arriben assenyales que l'exèrcit de Laos va iniciar l'any 2016 una operació de càstig al voltant del Phou Bia, el cim més alt del país, amb 2.819 metres, desplegant centenars de tropes amb l'objectiu de netejar ètnicament la zona, i que podria provocar un nou flux de refugiats hmong en direcció a Tailàndia. Tailàndia, però, els expulsa. El 28 de desembre del 2009 el país va expulsar 4689 refugiats hmongs cap al Laos. Tot plegat sense que els periodistes hagin pogut tenir accés a les zones dels camps i davant les condemnes de la comunitat internacional. En boca de l'UE "estem astorats de veure que això està succeint". El gener del 2016 es va produir un relleu generacional a la direcció del Partit Comunista que podria conduir a una tímida apertura del règim, que ara es mostra més favorable a reforçar lligams amb el Vietnam i a reduir la dependència de la Xina.